# David Call
David Steven Call (14 de agosto de 1982) es un actor estadounidense.

## Primeros años
Call nació en Issaquah, Washington. Es estudiante de posgrado de la Tisch School of the Arts y en la Atlantic Theater Company Acting School.

## Carrera
El primer papel actoral de Call fue un papel no acreditado en la película de 2005 The Notorious Bettie Page, seguido de papeles en las películas de 2006 The Architect y Beautiful Ohio. En 2007, apareció en la película de drama romántico Evening. Fue estrella invitada en la serie de televisión Law & Order: Criminal Intent como Ricky Moss en el episodio Neighborhood Watch, y apareció en Army Wives. En 2009, apareció en cinco episodios de la serie dramática Rescue Me como el adulto Connor Gavin. También se unió al elenco del drama médico Mercy de NBC. Obtuvo un papel secundario en la película Did You Hear About the Morgans? de 2009 protagonizada por Sarah Jessica Parker y Hugh Grant. Apareció en las películas independientes Tiny Furniture y Two Gates of Sleep del 2010.
En julio de 2010, Call se unió al elenco de la serie dramática para jóvenes adultos Gossip Girl de The CW como Ben Donovan, quien está conectado con otros dos personajes entonces nuevos: Juliet Sharp (Katie Cassidy) y Colin Forrester (Samuel Page).
Call interpretó el papel recurrente de Nick Lane, en la serie de ciencia ficción de Fox Fringe. El personaje hizo su primera aparición en el episodio de la primera temporada "Bad Dreams", que fue elogiado por la crítica.
En 2013, apareció en la serie dramática de NBC Smash como Adam, el hermano mayor de Jimmy Collins, y en la serie White Collar de USA Network .

## Filmografía

### Películas
| Año  | Título                              | Papel                   | Notas                                                |
| ---- | ----------------------------------- | ----------------------- | ---------------------------------------------------- |
| 2005 | The Notorious Bettie Page           | Chico en fiesta #1      | Sin acreditar                                        |
| 2006 | The Architect                       | Kiff                    |                                                      |
| 2006 | Beautiful Ohio                      | Clive Messerman         |                                                      |
| 2007 | Evening                             | Pip                     |                                                      |
| 2008 | Clown Dad                           | Sal                     | Cortometraje                                         |
| 2009 | Once More with Feeling              | Kevin                   |                                                      |
| 2009 | Breaking Upwards                    | David                   |                                                      |
| 2009 | Did You Hear About the Morgans?     | Doc D. Simmons          |                                                      |
| 2010 | B.U.S.T.                            |                         | Cortometraje; director, productor, y escritor        |
| 2010 | Tiny Furniture                      | Keith                   |                                                      |
| 2010 | Two Gates of Sleep                  | Louis                   |                                                      |
| 2011 | The Disarticulation of Sarah Danner | Damian                  | Cortometraje                                         |
| 2011 | RearView                            | Nathaniel               | Cortometraje; también productor ejecutivo y escritor |
| 2011 | Exhume                              | Aidan                   | Cortometraje                                         |
| 2011 | The Strange Ones                    | Man                     | Cortometraje                                         |
| 2011 | The Best Man for the Job            | James                   |                                                      |
| 2011 | Northeast                           | Will                    |                                                      |
| 2012 | Nobody Walks                        | Man                     |                                                      |
| 2012 | Dead Man's Burden                   | Heck Kirkland           |                                                      |
| 2012 | Nor'easter                          | Erik Angstrom           |                                                      |
| 2013 | Mobile Homes                        | Evan                    | Cortometraje                                         |
| 2014 | The Heart Machine                   | Dale                    |                                                      |
| 2014 | Gabriel                             | Matthew                 |                                                      |
| 2015 | James White                         | Elliot                  |                                                      |
| 2015 | The Girl in the Book                | Emmett Grant            |                                                      |
| 2016 | Americana                           | Avery Wells             |                                                      |
| 2017 | Wallflower                          | Murderer                |                                                      |
| 2018 | Dark Was the Night                  | Jake                    |                                                      |
| 2019 | Depraved                            | Henry                   |                                                      |
| 2020 | Close Contact                       |                         | Cortometraje                                         |
| 2021 | Montauk                             | Collier                 |                                                      |
| 2023 | Insidious: The Red Door             | Smash Face / Ben Burton |                                                      |
| TBA  | Before the World Set on Fire        | Cole                    |                                                      |

### Televisión
| Año             | Título                       | Papel                                                         | Notas                                         |
| --------------- | ---------------------------- | ------------------------------------------------------------- | --------------------------------------------- |
| 2008            | Canterbury's Law             | Martin                                                        | 3 episodios                                   |
| 2008–2009       | Army Wives                   | Mac                                                           | 6 episodios                                   |
| 2008            | Law & Order: Criminal Intent | Ricky Moss                                                    | Episodio: "Neighborhood Watch"                |
| 2009–2012       | Fringe                       | Prime Nick Lane / Alternate Nick Lane / Prime-Amber Nick Lane | 3 episodios                                   |
| 2009–2010       | Rescue Me                    | Connor Gavin adulto                                           | 5 episodios                                   |
| 2009            | Numb3rs                      | Benjamin Polk                                                 | Episodio: "Hangman"                           |
| 2010            | Mercy                        | Paul Kempton                                                  | 6 episodios                                   |
| 2010–2011       | Gossip Girl                  | Ben Donovan                                                   | 12 episodios                                  |
| 2013            | Smash                        | Adam                                                          | 5 episodios                                   |
| 2013            | White Collar                 | Nate Griffith                                                 | Episodio: "Controlling Interest"              |
| 2014            | The Following                | Lance                                                         | Episodio: "Unmasked"                          |
| 2015–2016, 2019 | The Magicians                | Pete                                                          | 13 episodios                                  |
| 2016            | The Breaks                   | David Aaron                                                   | Película de TV                                |
| 2016            | Quantico                     | Jeremy Miller                                                 | Episodio: "KUDOVE"                            |
| 2017            | The Breaks                   | David Aaron                                                   | 4 episodios                                   |
| 2018            | The Blacklist                | Brian Barrett                                                 | Episodio: "Mr. Raleigh Sinclair III (No. 51)" |
| 2018            | The Good Fight               | Drew Lovatto                                                  | 2 episodios                                   |
| 2018            | Shades of Blue               | Donnelly                                                      | Episodio: "The Reckoning"                     |
| 2018            | The Sinner                   | Andy "Brick" Brickowski                                       | 7 episodios                                   |